# Jatingaleh
Jatingaleh is een bestuurslaag in het regentschap Semarang van de provincie Midden-Java, Indonesië. Jatingaleh telt 11.079 inwoners (volkstelling 2010).